# 张洪岛
张洪岛（1913年—？），曾用名张鸿焘，男，直隶（今河北）沙河人，中国小提琴家、音乐学家、教育家，曾任中国音乐家协会理事。